# Catherine Burns
Catherine Burns (født 24. september 1945 i New York City, død 2. februar 2019) var en amerikansk tv- og filmskuespiller. Hun blev nomineret til en Oscar for bedste kvindelige birolle for sin præstation i Sidste sommer (1969). Hun har efter sin skuespillekarriere skrevet bøger og skuespil.

## Karriere
Burns gik på Hunter College High School, Hunter College og American Academy of Dramatic Arts. Hun gjorde sin Broadway-debut i 1968 i Prime of Miss Jean Brodie, som hun modtog en Clarence Derwent Award for.
I 1970 vandt hun Theatre World Award for sin præstation i off-Broadway-skuespillet Dear Janet Rosenberg, Dear Mr. Kooning.
Burns gjorde sin filmdebut i 1969 i Sidste sommer som følsomme, konservativ Rhoda. Hun modtog kritisk anerkendelse og en nominering til en Oscar for bedste kvindelige birolle. Rollen indbragt også hende en Kansas City Film Critics Circle Award for bedste kvindelige birolle i 1970.
Hendes andre filmkreditter omfatter Me, Natalie (1969) og Den vinter jeg blev voksen (1971).

## Television
Burns tv-debut var i rollen som Mary Warren i Arthur Millers The Crucible (1967). Hun fortsatte med at optræde som den oprindelige Cathy Craig på One Life to Live i 1969. Hendes andre tv-kreditter omfatter tilpasningen af Arthur Millers skuespil A Memory of Two Mondays (1974), miniserierne The Word (1978) og gæsteoptrædener på Love, American Style, Adam-12, Emergency!, Mod Squad, Police Woman, Waltons and The Bionic Woman. Hun fortsatte på tv i løbet af 1970'erne og ind i midten af 1980'erne, da hun vendte sig fra skuespil til fordel for skrivning.

## Bøger
Hendes børnebog, The Winter Bird, blev udgivet af Windmill Books i 1971. Når der ligger andre fugle syd for vinteren, opdager en lille fugl en ny livsstil i den usædvanlige verden af karruselheste.

## Radio
Hun var også en skuespiller på radio, der optrådte i 1973 på Mutual's The Zero Hour, hvor Rod Serling var vært.
I 1990'erne, mens hun var ansat som kontorreceptionist, skrev hun et skuespil om den første produktion af Maksim Gorkijs Nedre Dybder ved Moskvas kunstteater.